# Berl Repetur

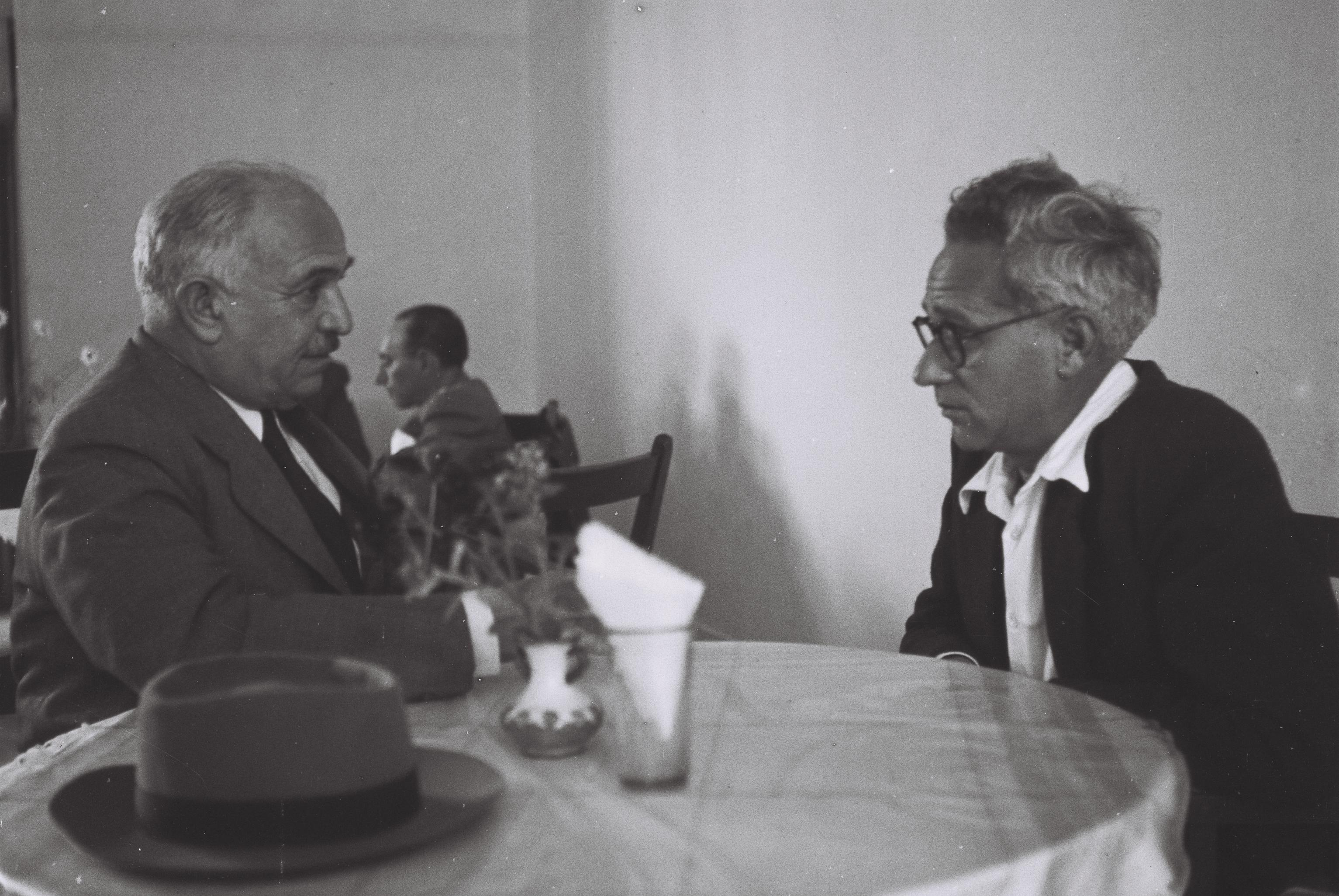
Berl Repetur (derecha) y David Remez, 1948

Berl Repetur (en hebreo: ברל רפטור‎), (1902 - 23 de marzo de 1989) fue un activista sionista, político israelí y uno de los firmantes de la Declaración de Independencia de Israel.

## Biografía
Nacido en Ruzhyn en el Imperio Ruso (actualmente Ucrania), Repetur fue educado en un jeder y fue miembro de los movimientos juveniles Dror y HeHalutz. Durante los pogromos ayudó a organizar grupos de autodefensa judíos.
En 1920, Repetur emigró a Eretz Israel y se unió a Ahdut HaAvoda y a la Haganá en Haifa. En 1922 se convirtió en miembro de la secretaría del Consejo de Trabajadores de Haifa. En 1927, fue nombrado secretario de la Bolsa de Trabajo de la federación obrera Histadrut. También se desempeñó como jefe de la empresa constructora Solel Bone.
En 1935 y 1939 Repetur fue delegado al Congreso Sionista, y fue enviado en misiones a Alemania y Polonia.
En 1944 estaba entre la "facción B" que se separó del Mapai y luego formó Mapam junto con Ahdut HaAvoda y Poalei Zion. Dos años más tarde fue arrestado por las autoridades británicas durante la Operación Agatha y encarcelado en Rafah.
En 1948, Repetur se unió a la legislatura anterior al estado, Moetzet HaAm (más tarde Consejo de Estado Provisional), y fue uno de los signatarios de la Declaración de Independencia de Israel. Fue elegido miembro de la primera Knesset en 1949 en la lista del Mapam, pero perdió su escaño en las elecciones de 1951.
Repetur murió en 1989. Su esposa, Sonia, fue una fundadora del kibutz Yagur y tía del político Yossi Sarid.